# José Navarro
José Navarro, född 4 januari 2004, är en mexikansk roddare.

## Karriär
Vid VM 2024 i St. Catharines tog Navarro guld tillsammans med Marco Velázquez, Miguel Carballo och Rafael Mejía i lättvikts-scullerfyra, vilket var Mexikos första VM-guld i rodd genom tiderna.